# Jean Heywood
Jean Heywood (* 15. Juli 1921 in Blyth, Northumberland, England; † 14. September 2019) war eine britische Schauspielerin.

## Leben
Jean Heywood arbeitete als Theaterschauspielerin an verschiedenen Theaterbühnen in London und in Großbritannien. Am Redgrave Theatre in Bristol trat sie in Man kann nie wissen von George Bernard Shaw auf. Am Duke of York's Theatre in London spielte sie im Februar 1980 an der Seite von Glenda Jackson die Rolle der Mutter in der Uraufführung des Theaterstücks Rose von Andrew Davies. Am Royal National Theatre verkörperte sie die Rolle der alten Amme Margret in August Strindbergs Schauspiel Der Vater.
Heywood wirkte seit den 1970er Jahren in zahlreichen Fernsehfilmen und Fernsehserien mit. Heywood spielte durchgehende Serienrollen, Episodenrollen und auch Gastrollen. In der britischen Fernsehserie Leave It to Charlie (1978–1980) war sie in der durchgehenden Serienrolle der Vermieterin Florence McGee zu sehen. In der britischen Fernsehserie Der Doktor und das liebe Vieh hatte sie ebenfalls eine durchgehende Serienrolle als Haushälterin Mrs. Alton. In der britischen Comedy-Serie Jeeves and Wooster – Herr und Meister spielte sie 1993 in der 4. Staffel die Rolle der Tante Dahlia.
Unter der Regie von Jack Gold war sie in kleineren Rollen in dessen Fernsehfilmen Der rote Monarch (1983) und Sakharov (1984) zu sehen. In dem Fernsehfilm Dad (2005) verkörperte sie als Jeannie James die Rolle einer an der Alzheimer-Krankheit leidenden Großmutter. Heywood hatte sich durch Gespräche mit Alzheimer-Patienten und durch Besuche bei Selbsthilfegruppen intensiv auf diese Rolle vorbereitet. Gelegentlich übernahm Heywood auch Rollen in Kinofilmen: In der Tragikomödie Billy Elliot – I Will Dance (2000) zeichnete sie ein „berührendes Porträt“ von Billys seniler und zunehmend verwirrter werdenden Großmutter.
Heywood, die zuletzt 2010 für das britische Fernsehen vor der Kamera stand, starb im September 2019 im Alter von 98 Jahren.

## Filmografie (Auswahl)
- 1968: Nana (Fernsehserie, eine Episode)
- 1976–1977: When the Boat Comes In (Fernsehserie, 39 Episoden)
- 1978: Emmerdale Farm (Fernsehserie, 13 Folgen)
- 1978–1980: Leave It to Charlie (Fernsehserie, 16 Episoden)
- 1983: Der rote Monarch (Red Monarch; Fernsehfilm)
- 1983: Coronation Street (Fernsehserie, 3 Episoden)
- 1985–1988: The Brothers McGregor (Fernsehserie, 26 Episoden)
- 1989–2007: Casualty (Fernsehserie, drei Episoden)
- 1990: Der Doktor und das liebe Vieh (All Creatures Great and Small; Fernsehserie, 12 Episoden)
- 1993: Jeeves and Wooster – Herr und Meister (Fernsehserie, 1 Episode)
- 1997: Family Affairs (Fernsehserie,  Episoden)
- 2000: Billy Elliot – I Will Dance (Billy Elliot)
- 2001: Doctors (Fernsehserie, eine Episode)
- 2005: Dad (Fernsehfilm)
- 2010: Married Single Other (Fernsehserie, Episode 1x01)
- 2010: Accidental Farmer (Fernsehfilm)